# Petru Gherghel
Petru Gherghel (Gherăești, 1940. június 28. –) nyugalmazott jászvásári püspök.

## Pályafutása
A hétosztályos általános iskolát szülőfalujában végezte, majd a kántoriskolát 1959-ben, a Jászvásári Szent József Római Katolikus Teológiai Intézetben végzett teológiai tanulmányait pedig 1965-ben. 1965. június 29-én szentelte pappá Gyulafehérváron Márton Áron.
1966–1967-ig Barticsestben, majd 1970-ig Radócban szolgált. Ekkor a jászvásári szeminárium professzorává, majd 1975 márciusában rektorává nevezték ki.

### Püspöki pályafutása
1978. február 21-től VI. Pál pápától kapott kinevezése alapján apostoli adminisztrátorként irányította a Jászvásári egyházmegyét, mivel a kommunista államhatalom nem engedélyezte püspök kinevezését. Szolgálata alatt számos új plébániát alapított, új templomok épültek, és a szeminárium is új épületbe költözhetett.
Az 1989-es romániai forradalom új lehetőségeket nyitott meg az egyház számára. 1990. március 14-én II. János Pál pápa Petru Gherghelt jászvásári püspökké nevezte ki. Május 1-jén szentelte püspökké a jászvásári szemináriumban Angelo Sodano, a Pápai Államtitkárság tisztviselője, Ioan Robu bukaresti érsek és Reinhard Lettmann münsteri püspök segédletével.
A 2000-es évek végétől egy Erdő Péterrel kötött megállapodás alapján rendszeresen küld kispapokat Magyarországra tanulmányi és lelkipásztori célból. 2019 januárjától engedélyezte, hogy minden hónap utolsó vasárnapján magyar nyelvű szentmisét mutassanak be a bákói Szent Miklós-templomban, először az egyházmegye történetében.
2019. július 6-án nyugállományba vonult.